# Tour der neuseeländischen Rugby-Union-Nationalmannschaft nach Europa und Kanada 1963/64
| Tour der All Blacks nach Europa und Kanada 1963/64 | Tour der All Blacks nach Europa und Kanada 1963/64 | Tour der All Blacks nach Europa und Kanada 1963/64 | Tour der All Blacks nach Europa und Kanada 1963/64 | Tour der All Blacks nach Europa und Kanada 1963/64 |
| Übersicht                                          | S                                                  | G                                                  | U                                                  | N                                                  |
| -------------------------------------------------- | -------------------------------------------------- | -------------------------------------------------- | -------------------------------------------------- | -------------------------------------------------- |
| Test Matches                                       | 05                                                 | 04                                                 | 1                                                  | 0                                                  |
| Sonstige Spiele                                    | 31                                                 | 30                                                 | 0                                                  | 1                                                  |
| Gesamt                                             | 36                                                 | 34                                                 | 1                                                  | 1                                                  |
|                                                    |                                                    |                                                    |                                                    |                                                    |
| England                                            | 01                                                 | 01                                                 | 0                                                  | 0                                                  |
| Irland                                             | 01                                                 | 01                                                 | 0                                                  | 0                                                  |
| Frankreich                                         | 01                                                 | 01                                                 | 0                                                  | 0                                                  |
| Schottland                                         | 01                                                 | 0                                                  | 1                                                  | 0                                                  |
| Wales                                              | 01                                                 | 01                                                 | 0                                                  | 0                                                  |

Die Tour der neuseeländischen Rugby-Union-Nationalmannschaft nach Europa und Kanada 1963/64 umfasste eine Reihe von Freundschaftsspielen der All Blacks, der Nationalmannschaft Neuseelands in der Sportart Rugby Union. Das Team reiste von Oktober 1963 bis Februar 1964 durch Großbritannien, Irland, Frankreich und Kanada. Es bestritt während dieser Zeit 36 Spiele, darunter fünf Test Matches gegen die Nationalmannschaften der vier Home Nations und Frankreichs. Die All Blacks entschieden 34 Spiele für sich, ihre einzige Niederlage mussten sie gegen den walisischen Verein Newport RFC hinnehmen. Das angestrebte Ziel, ein Grand Slam gegen die vier britischen Mannschaften, verpassten sie knapp, da das Test Match gegen die Schotten mit einem punktelosen Unentschieden endete.

## Spielplan
- Hintergrundfarbe grün = Sieg
- Hintergrundfarbe gelb = Unentschieden
- Hintergrundfarbe rot = Niederlage

(Test Matches sind grau unterlegt; Ergebnisse aus der Sicht Neuseelands)
| #  | Datum             | Gegner                            | Ort         | Stadion                            | Ergebnis |
| -- | ----------------- | --------------------------------- | ----------- | ---------------------------------- | -------- |
| 01 | 23. Oktober 1963  | Oxford University RFC             | Oxford      | Iffley Road                        | 19:3     |
| 02 | 26. Oktober 1963  | Southern Counties                 | Hove        | Greyhound Stadium                  | 32:3     |
| 03 | 30. Oktober 1963  | Newport RFC                       | Newport     | Rodney Parade                      | 0:3      |
| 04 | 02. November 1963 | Neath RFC & Aberavon RFC          | Port Talbot | Talbot Athletic Ground             | 11:6     |
| 05 | 06. November 1963 | Abertillery RFC und Ebbw Vale RFC | Abertillery | Abertillery Ground                 | 13:0     |
| 06 | 09. November 1963 | London Counties                   | London      | Twickenham Stadium                 | 27:0     |
| 07 | 13. November 1963 | Cambridge University RUFC         | Cambridge   | Grange Road                        | 20:6     |
| 08 | 16. November 1963 | South of Scotland                 | Hawick      | Mansfield Park                     | 8:0      |
| 09 | 20. November 1963 | Glasgow & Edinburgh               | Glasgow     | Little Hughenden Park              | 33:3     |
| 10 | 23. November 1963 | Cardiff RFC                       | Cardiff     | Cardiff Arms Park                  | 6:5      |
| 11 | 27. November 1963 | Pontypool RFC & Cross Keys RFC    | Pontypool   | Pontypool Park                     | 11:0     |
| 12 | 30. November 1963 | South-Western Counties            | Exeter      | County Ground                      | 38:6     |
| 13 | 03. Dezember 1963 | Midland Counties                  | Coventry    | Coundon Road Stadium               | 37:9     |
| 14 | 07. Dezember 1963 | Irland                            | Dublin      | Lansdowne Road                     | 6:5      |
| 15 | 11. Dezember 1963 | Munster Rugby                     | Limerick    | Thomond Park                       | 6:3      |
| 16 | 14. Dezember 1963 | Swansea RFC                       | Swansea     | St Helen’s                         | 16:9     |
| 17 | 17. Dezember 1963 | Western Counties                  | Bristol     | Memorial Ground                    | 22:14    |
| 18 | 21. Dezember 1963 | Wales                             | Cardiff     | Cardiff Arms Park                  | 6:0      |
| 19 | 26. Dezember 1963 | Combined Services                 | London      | Twickenham Stadium                 | 23:9     |
| 20 | 28. Dezember 1963 | Midland Counties                  | Leicester   | Welford Road Stadium               | 14:6     |
| 21 | 31. Dezember 1963 | Llanelli RFC                      | Llanelli    | Stradey Park                       | 22:8     |
| 22 | 04. Januar 1964   | England                           | London      | Twickenham Stadium                 | 14:0     |
| 23 | 08. Januar 1964   | North-Western Counties            | Manchester  | White City Ground                  | 12:3     |
| 24 | 11. Januar 1964   | North-Eastern Counties            | Harrogate   | Yorkshire Agricultural Showgrounds | 17:11    |
| 25 | 14. Januar 1964   | North of Scotland                 | Aberdeen    | Linksfield Stadium                 | 15:3     |
| 26 | 18. Januar 1964   | Schottland                        | Edinburgh   | Murrayfield Stadium                | 0:0      |
| 27 | 22. Januar 1964   | Leinster Rugby                    | Dublin      | Lansdowne Road                     | 11:3     |
| 28 | 25. Januar 1964   | Ulster Rugby                      | Belfast     | Ravenhill Stadium                  | 24:5     |
| 29 | 29. Januar 1964   | South-Eastern Counties            | Bournemouth | King’s Park                        | 9:6      |
| 30 | 01. Februar 1964  | France B                          | Toulouse    | Stadium Municipal                  | 17:8     |
| 31 | 05. Februar 1964  | France Sud-Ouest                  | Bordeaux    | Parc Lescure                       | 23:0     |
| 32 | 08. Februar 1964  | Frankreich                        | Colombes    | Stade Olympique Yves-du-Manoir     | 12:3     |
| 33 | 12. Februar 1964  | France Sud-Est                    | Lyon        | Stade de Gerland                   | 8:5      |
| 34 | 15. Februar 1964  | Barbarians                        | Cardiff     | Cardiff Arms Park                  | 36:3     |
| 35 | 22. Februar 1964  | British Columbia U25              | Vancouver   | Empire Stadium                     | 6:3      |
| 36 | 24. Februar 1964  | British Columbia                  | Vancouver   | Empire Stadium                     | 39:3     |

## Test Matches
| 7. Dezember 1963 | Irland                                | 5 : 6         | Neuseeland                            | Lansdowne Road, Dublin Zuschauer: 32.000 Schiedsrichter: H. B. Keenan (England) |
| 7. Dezember 1963 | Versuche: Fortune Erhöhungen: Kiernan | (5:3) Bericht | Versuche: Tremain Straftritte: Clarke | Lansdowne Road, Dublin Zuschauer: 32.000 Schiedsrichter: H. B. Keenan (England) |

Aufstellungen:
- Irland: Patrick Casey, Ronnie Dawson, Alan Duggan, Patrick Dwyer, Michael English, John Fortune, James Kelly , Tom Kiernan, Willie John McBride, Eamonn McGuire, Ray McLoughlin, Bill Mulcahy, Noel Murphy, Tony O’Sullivan, Jerry Walsh
- Neuseeland: Derek Arnold, Kevin Briscoe, Ralph Caulton, Don Clarke, Malcolm Dick, David Graham, Ken Gray, Mack Herewini, Paul Little, Colin Meads, Stan Meads, Allan Stewart, Kel Tremain, Wilson Whineray , Dennis Young

| 21. Dezember 1963 | Wales | 0 : 6         | Neuseeland                          | Cardiff Arms Park, Cardiff Zuschauer: 60.000 Schiedsrichter: Ray Williams (Irland) |
| 21. Dezember 1963 |       | (0:3) Bericht | Straftritte: Clarke Dropgoals: Watt | Cardiff Arms Park, Cardiff Zuschauer: 60.000 Schiedsrichter: Ray Williams (Irland) |

Aufstellungen:
- Wales: Dewi Bebb, Leonard Cunningham, Norman Gale, David Hayward, Grahame Hodgson, Ken Jones, Kingsley Jones, Robert Morgan, Alun Pask, Brian Price, Clive Rowlands , Alan Thomas, Brian Thomas, John Uzzell, David Watkins
- Neuseeland: Derek Arnold, Kevin Briscoe, Ralph Caulton, Don Clarke, Malcolm Dick, David Graham, Ken Gray, Paul Little, Colin Meads, Waka Nathan, Allan Stewart, Kel Tremain, Bruce Watt, Wilson Whineray , Dennis Young

| 4. Januar 1964 | England | 0 : 14        | Neuseeland                                                         | Twickenham Stadium, London Zuschauer: 65.000 Schiedsrichter: Douglas McMahon (Schottland) |
| 4. Januar 1964 |         | (0:9) Bericht | Versuche: Caulton Meads Erhöhungen: Clarke Straftritte: Clarke (2) | Twickenham Stadium, London Zuschauer: 65.000 Schiedsrichter: Douglas McMahon (Schottland) |

Aufstellungen:
- England: Simon Clarke, Mike Davis, Nicholas Drake-Lee, Herbert Godwin, Philip Horrocks-Taylor, Philip Judd, Victor Marriott, John Owen, David Perry, Malcolm Phillips, James Roberts, Derek Rogers, Roger Sangwin, Mike Weston, John Willcox
- Neuseeland: Derek Arnold, Kevin Briscoe, Ralph Caulton, Don Clarke, Malcolm Dick, David Graham, Ken Gray, Paul Little, Brian Lochore, Colin Meads, Allan Stewart, Kel Tremain, Bruce Watt, Wilson Whineray , Dennis Young

| 18. Januar 1964 | Schottland | 0 : 0 | Neuseeland | Murrayfield Stadium, Edinburgh Zuschauer: 70.000 Schiedsrichter: Ray Williams (Irland) |
| 18. Januar 1964 | Bericht    |       |            | Murrayfield Stadium, Edinburgh Zuschauer: 70.000 Schiedsrichter: Ray Williams (Irland) |

Aufstellungen:
- Schottland: Peter Brown, Norman Bruce, Christy Elliot, James Fisher, Oliver Grant, Billy Hunter, Ian Laughland, Brian Neill , Tremayne Rodd, David Rollo, Jim Shackleton, Gregor Sharp, Jim Telfer, Ronnie Thomson, Stewart Wilson
- Neuseeland: Kevin Briscoe, Ralph Caulton, Don Clarke, Malcolm Dick, David Graham, Ken Gray, Mack Herewini, Paul Little, Brian Lochore, Colin Meads, Allan Stewart, Kel Tremain, Bruce Watt, Wilson Whineray , Dennis Young

| 8. Februar 1964 | Frankreich              | 3 : 12        | Neuseeland                                                      | Stade Olympique Yves-du-Manoir, Colombes Zuschauer: 29.975 Schiedsrichter: Ray Williams (Irland) |
| 8. Februar 1964 | Straftritte: Albaladejo | (3:6) Bericht | Versuche: Caulton Gray Straftritte: Herewini Dropgoals: Laidlaw | Stade Olympique Yves-du-Manoir, Colombes Zuschauer: 29.975 Schiedsrichter: Ray Williams (Irland) |

Aufstellungen:
- Frankreich: Pierre Albaladejo, Jean-Baptiste Amestoy, Jacques Bayardon, André Boniface, Michel Crauste, Christian Darrouy, Benoît Dauga, Jean de Grégorio, Jean Fabre , Jean Gachassin, André Herrero, Claude Lacaze, Jean-Claude Lasserre, Jean Le Droff, Jean Piqué
- Neuseeland: Derek Arnold, Ralph Caulton, Don Clarke, Malcolm Dick, David Graham, Ken Gray, Mack Herewini, Chris Laidlaw, Paul Little, Colin Meads, Waka Nathan, Allan Stewart, Kel Tremain, Wilson Whineray , Dennis Young

## Kader

### Management
- Tourmanager: Frank Kilby
- Assistent: Neil McPhail
- Kapitän: Wilson Whineray

### Spieler
| Spieler       | Position         | Mannschaft       |
| ------------- | ---------------- | ---------------- |
| Don Clarke    | Schlussmann      | Waikato          |
| Malcolm Dick  | Außendreiviertel | Auckland         |
| Ralph Caulton | Außendreiviertel | Wellington       |
| Bill Davis    | Außendreiviertel | Hawke’s Bay      |
| Ian Smith     | Außendreiviertel | Otago            |
| Derek Arnold  | Innendreiviertel | Canterbury       |
| Paul Little   | Innendreiviertel | Auckland         |
| Ian MacRae    | Innendreiviertel | Hawke’s Bay      |
| Mack Herewini | Verbindungshalb  | Auckland         |
| Earle Kirton  | Verbindungshalb  | Otago            |
| Bruce Watt    | Verbindungshalb  | Canterbury       |
| Kevin Briscoe | Gedrängehalb     | Taranaki         |
| Chris Laidlaw | Gedrängehalb     | Otago            |
| Pat Walsh     | Gedrängehalb     | Counties Manukau |

| Spieler         | Position             | Mannschaft    |
| --------------- | -------------------- | ------------- |
| Brian Lochore   | Nummer acht          | Wairarapa     |
| Stanley Meads   | Nummer acht          | King Country  |
| John Graham     | Flügelstürmer        | Canterbury    |
| Waka Nathan     | Flügelstürmer        | Auckland      |
| Kel Tremain     | Flügelstürmer        | Canterbury    |
| Kevin Barry     | Zweite-Reihe-Stürmer | Thames Valley |
| Ronald Horsley  | Zweite-Reihe-Stürmer | Canterbury    |
| Colin Meads     | Zweite-Reihe-Stürmer | King Country  |
| Keith Nelson    | Zweite-Reihe-Stürmer | Otago         |
| Allan Stewart   | Zweite-Reihe-Stürmer | Canterbury    |
| Ian Clarke      | Pfeiler              | Waikato       |
| Ken Gray        | Pfeiler              | Wellington    |
| Jules Le Lievre | Pfeiler              | Canterbury    |
| Wilson Whineray | Pfeiler              | Auckland      |
| John Major      | Hakler               | Taranaki      |
| Dennis Young    | Hakler               | Canterbury    |